# Raymonde Machard
 (septembre 2017).
Si vous disposez d'ouvrages ou d'articles de référence ou si vous connaissez des sites web de qualité traitant du thème abordé ici, merci de compléter l'article en donnant les références utiles à sa vérifiabilité et en les liant à la section « Notes et références ».
Pour les articles homonymes, voir Machard.

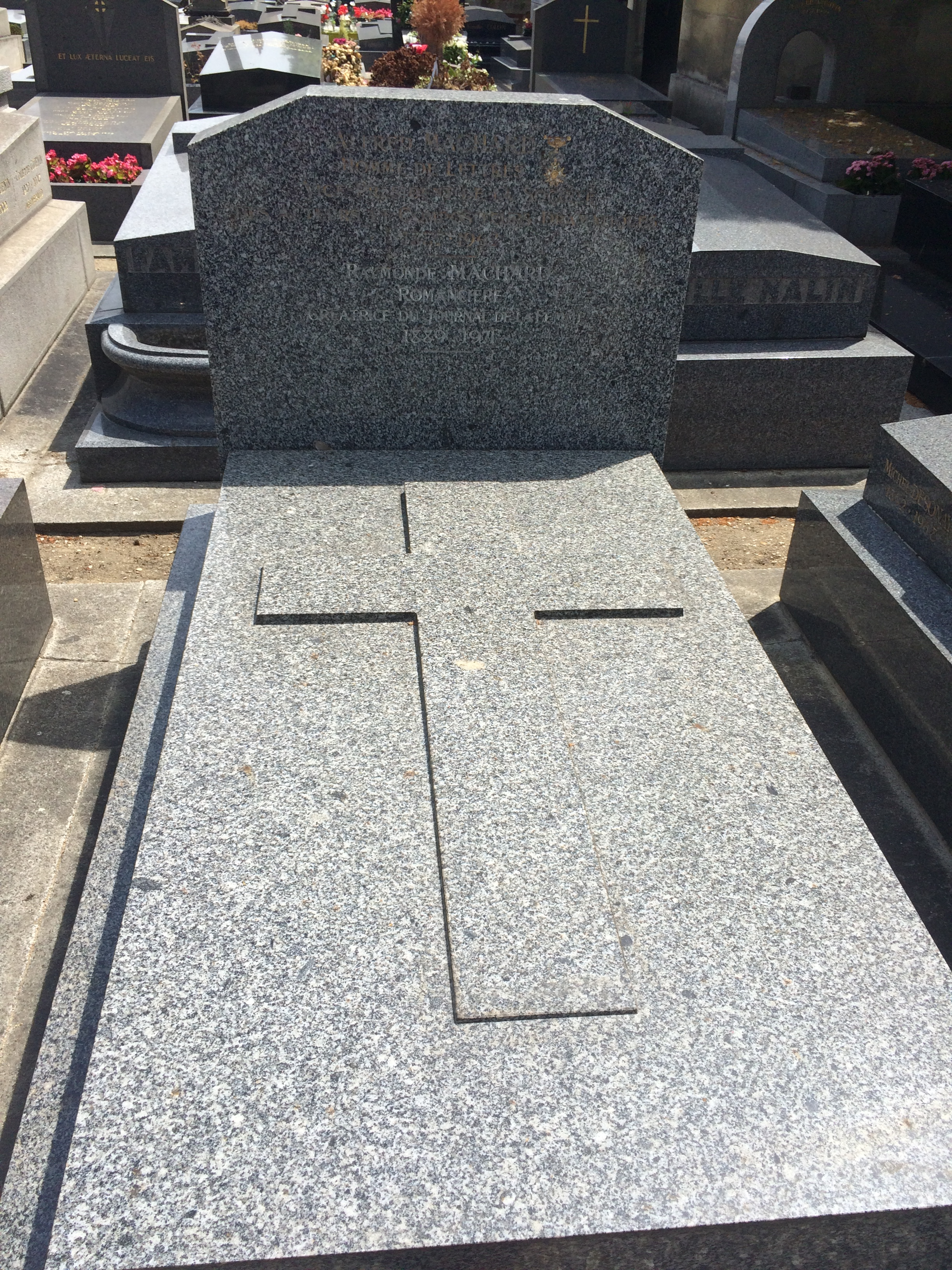
Sépulture de Raymonde Machard au cimetière ancien (div. 3) de Neuilly-sur-Seine (92)

Raymonde Machard, née le 8 février 1889 dans le 7e arrondissement de Paris et morte le 25 avril 1971 à Neuilly-sur-Seine, est une journaliste, sociologue, féministe et romancière française de l'entre-deux guerres.

## Biographie
Journaliste de profession, elle publie son premier roman, Tu enfanteras..., roman d'une maternité, en 1919. En 1933, elle crée le Journal de la femme, un hebdomadaire féminin qui remporte un certain succès.
En 1938, elle signe un essai intitulé Les Femmes cachées: le sort des femmes dans le monde et, après la Deuxième Guerre mondiale, le pamphlet féministe Les Françaises, ce qu'elles valent, ce qu'elles veulent (1945).
Raymonde Machard est directrice du théâtre du Grand-Guignol de 1954 à 1960.
Morte à l'âge de 82 ans, elle était veuve depuis 1962 de l'écrivain et scénariste de cinéma Alfred Machard qu'elle avait épousé en avril 1916. Elle est inhumée au cimetière ancien de Neuilly-sur-Seine.

## Œuvres

### Romans
- Tu enfanteras..., roman d'une maternité, Paris, Flammarion, 1919

- Prix Bordin de l’Académie française en 1920
- L'Œuvre de chair, Paris, Ferenczi & fils, 1924
- La Femme d'une nuit, Flammarion, 1929
- La Possession, Paris, Flammarion, 1927
- Les Deux Baisers, Paris, Flammarion, 1930
- La Séduction, Paris, Baudinière, 1951

### Essais
- Les Femmes cachées: le sort des femmes dans le monde, Paris, Flammarion, 1938
- Les Françaises, ce qu'elles valent, ce qu'elles veulent, Paris, Flammarion, 1945